# Frozen Plasma
Frozen Plasma - Немецкая future-pop группа.

## История
Frozen Plasma одна из самых успешных групп на электро-поп сцене Германии. Участники группы познакомились на концерте VNV Nation, где Vasi Vallis выступал в качестве сессионного клавишника. В этом составе группа существует с 2005, после того как Vasi Vallis покинул предыдущую группу NamNamBulu. Кроме того, певец Felix Marc выступает в составе коллектива в Diorama, а также выступает с сольными проектами.
18 ноября 2005 г. появился первый сингл Frozen Plasma Hypocrite, после чего 21 апреля 2006 г. вышел  полноформатный альбом с 12 композициями Artificial. 21 июня вышел второй сингл Irony, немного позже Mix-Мини-альбом Emphasize. В 19 сентября 2008 г. вышел мини-сингл Earthling,как и альбомы Monumentum и Tour Monument, занял первые строчки Немецкого Альтернативного Чарта (DAC). Кроме того, с 2004 года группа выпустила многочисленные сборники.

## Дискография

### Студийные альбомы
- 2006: Artificial
- 2009: Monumentum
- 2015: Dekadenz
- 2019: Pakt
- 2020: Gezeiten

### Синглы
- 2005: Hypocrite (Single)
- 2006: Irony (Single)
- 2006: Emphasize (EP)
- 2008: Tanz die Revolution (Single)
- 2009: Earthling (Single)
- 2009: Tanz die Revolution (International Version) (Single)
- 2013: Herz (Intersection Mix) (Single)